# Washington State University
Washington State University – amerykański uniwersytet publiczny z siedzibą w Pullman oraz mniejszymi kampusami w Spokane, Richland i Vancouver.
Powstał w roku 1890, na mocy decyzji parlamentu stanu Waszyngton podjętej zaledwie pięć miesięcy po utworzeniu stanu. Początkowo uczelnia nosiła nazwę Washington Agricultural College and School of Science (1890−1905), następnie State College of Washington (1905–1959), aż wreszcie uzyskała rangę uniwersytetu i obecną nazwę. Na uczelni kształci się około 26 tysięcy studentów, w tym 18 tysięcy w kampusie głównym. Nieco ponad 3,5 tysiąca osób liczy grupa magistrantów i doktorantów – pozostali studiują na studiach licencjackich. Uniwersytet zatrudnia około 1300 pracowników naukowych.
Uniwersytet Stanu Waszyngton należy do NCAA Division I, a dokładniej do Pacific-12 Conference. Uczelniane drużyny sportowe występują jako Washington State Cougars (pumy) i noszą szkarłatno-szare stroje. Uniwersytet dysponuje stadionem futbolowym na 35 tysięcy widzów (Martin Stadium), halą sportową mogącą pomieścić 11,5 tysiąca widzów (Beasley Coliseum) oraz stadionem baseballowym na 3,5 tysiąca osób (Bailey-Brayton Field).

## Struktura
Uczelnia oferuje studia na mniej więcej 200 kierunkach, realizowanych przez około 65 jednostek naukowo-dydaktycznych. Są one zgrupowane w dziesięciu głównych kolegiach:
- Kolegium Nauk o Zasobach Rolnych, Ludzkich i Naturalnych
- Kolegium Biznesu
- Kolegium Komunikacji im. Edwarda R. Murrowa
- Kolegium Edukacji
- Kolegium Nauk Humanistycznych
- Kolegium Farmacji
- Kolegium Pielęgniarstwa
- Kolegium Nauk Ścisłych
- Kolegium Weterynarii

## Znani absolwenci
- Edward R. Murrow – dziennikarz telewizyjny
- Dolph Lundgren – szwedzki aktor, reżyser i karateka
- Paul Allen – przedsiębiorca, współzałożyciel Microsoftu
- Patty Murray – polityk, senator USA
- Philip Abelson – fizyk nuklearny
- Irwin Rose – biolog, laureat Nagrody Nobla w dziedzinie chemii
- Dominique Arnold – lekkoatleta, rekordzista świata w biegu na 110m przez płotki
- Craig Ehlo – koszykarz ligi NBA
- Julius Korir – kenijski lekkoatleta, mistrz olimpijski z Los Angeles (1984)
- Bernard Lagat – kenijski lekkoatleta, medalista olimpijski z Sydney (2000) i Aten (2004)
- Henry Rono – kenijski lekkoatleta, wielokrotny rekordzista świata w biegach długodystansowych

## Galeria

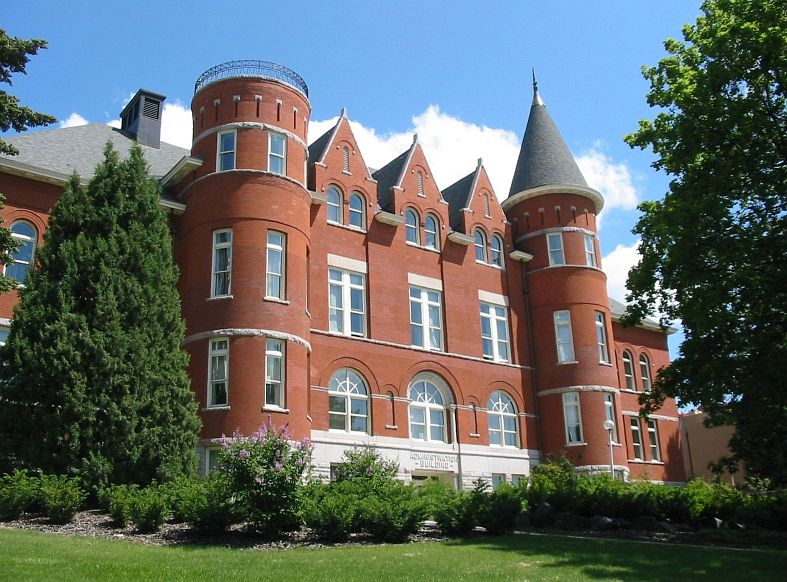
Thompson Hall
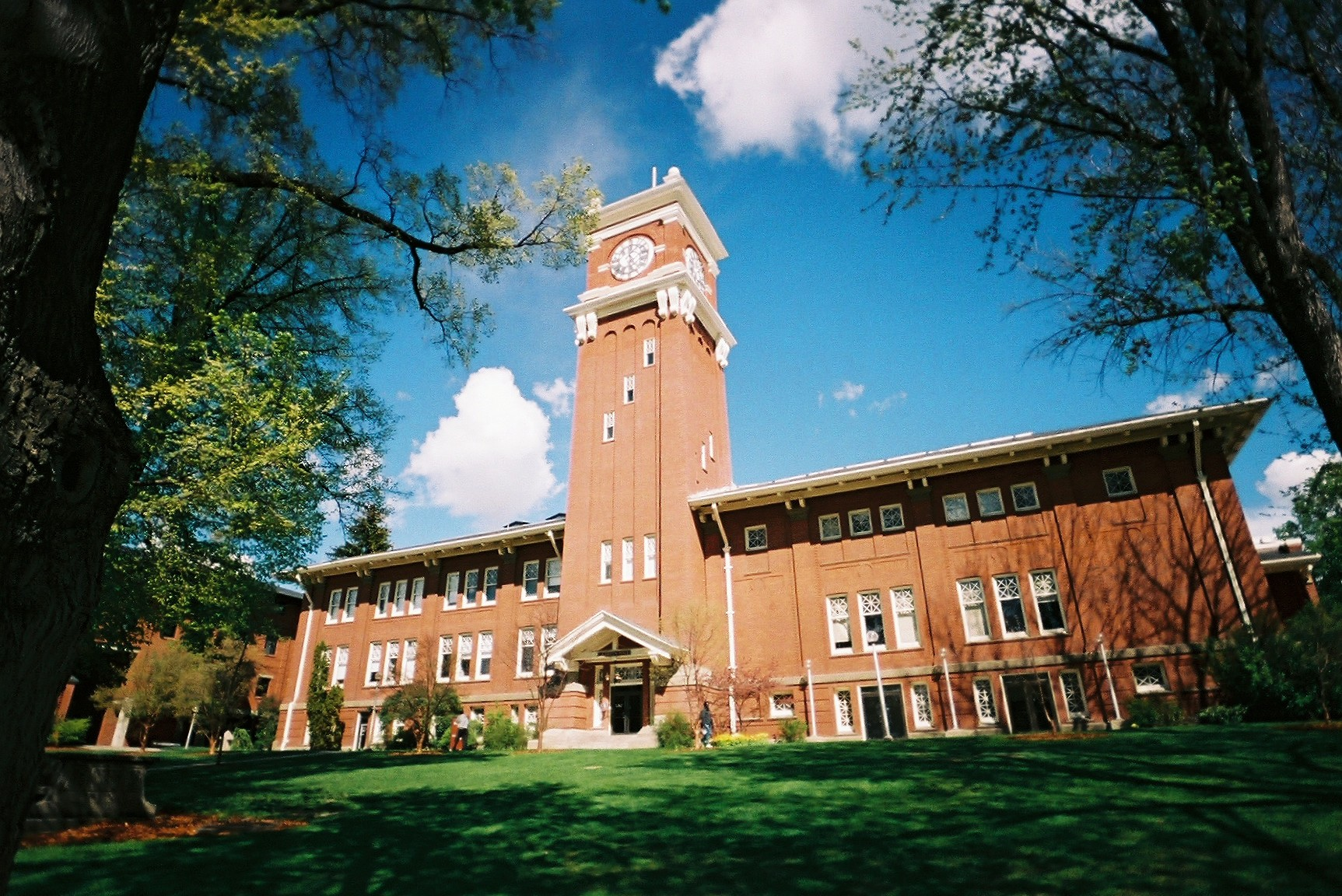
Byran Hall
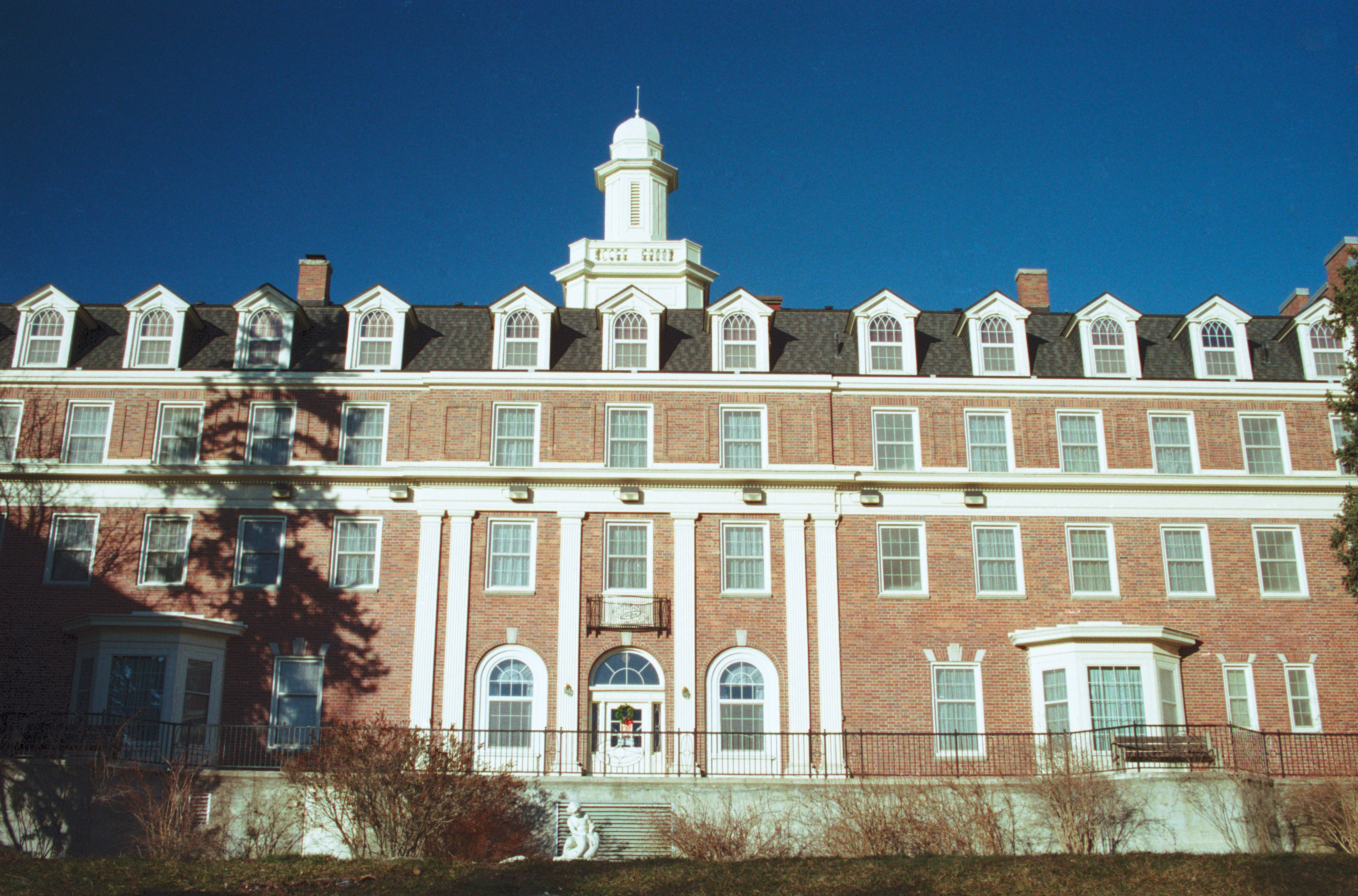
Stimson Hall
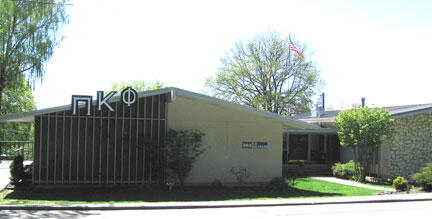
Siedziba jednego z bractw studenckich